# 中国海外工程
中国海外工程 (China Overseas Engineering Group Co., Ltd.、COVEC)は中国の建設・エンジニアリング企業で、中国中鉄の子会社である。
COVECは2006年に南アフリカで水・衛生省とトランスカレドントンネル公社 (Trans-Caledon Tunnel Authority) が実施した公募入札を4億25百万ランドで落札した。COVECの参入は、現地企業からなるコンソーシアムにとって不安を掻き立てるものであった。この事業では他に2つの現地企業コンソーシアムが応札しており、ひとつはGroup Five Construction、Grinaker-LTA、Rainbow Construction、WBHO Constructionの4社コンソーシアム、もう一つはConcor、CCC、Kgalagadi Multi Projects、Thuso Water、SET-MAK Civils、 Mascrete、Betsy Buildingが結成したVaal Civilsであった。COVECの入札額は他社より25%も低く、現地企業が適切な利益を得られない水準まで値下げを迫られる恐れがあると懸念されている。
モロッコでは、フェズ－ウジダ間の道路建設工事のうち、タザ－ゲルシフ間67kmを担当した。このプロジェクトは、多孔質素材を用いて透水性の高い土壌で適切な排水性を確保しつつ丘を削り谷を埋めなければならず、地形的にも地質的にもCOVECにとって難易度の高いものであった。
ポーランドでは、2009年9月にワルシャワとウッチを結ぶ高速道路の建設工事を落札した。しかし、COVECは完工できないままポーランドから撤退し、4ヶ月分の通行料収入と10%の罰金を含む2億ユーロの求償請求を受けている。この高速道路はポーランドで開催されるUEFA Euro 2012に合わせて計画されたものだったが、COVECに替わって建設を担当することになった BÖGL a KRÝSL は期限通りに完工させた。
ケニアでは西部ブシアでシギリ橋の建設工事を受注したが、開通直前の2017年6月26日に崩落事故を起こし、建設作業員28名が負傷した。